# المعيلون
المُعيلون هي دراسة اجتماعية في شكل رواية كتبها جون هاي صدرت عام 1883. كان جون هاي سكرتيرًا سابقًا للرئيس الأمريكي أبراهام لينكولن وشغل منصب وزير الخارجية عام 1898. تقوم فكرة الكتاب على مناهضة العمل المنظم وأثار عند نشره ضجة واسعة بين صفوف الجماهير لمعرفة هوية مؤلفه.
تدور الحبكة الروائية للكتاب حول نقيب الجيش السابق والمواطن الثري آرثر فارنهام العضو المناظر بمدينة كليفلاند.نظم آرثر حرباً أهلية من قدامى المحاربين لحفظ السلام عندما قام المُعيلون وهم مجموعة من العمال الكسولين المتمردين بإضراب عام اتصف بالعنف. سعى آرثر إلى الزواج من ماود ماتشن ابنة نجار إلا أنه تزوج من أمراة من نفس طبقته الاجتماعية.
جاءت روايته كرد فعل على الإضرابات العديدة في ذلك الوقت والتي اثرت عليه وعلى اهتماماته التجارية في فترة السبعينيات والثمانينيات من القرن التاسع عشر. كان أول صدور للكتاب عل هيئة أجزاء بمجلة سنشرى وقد لقى قبولاً واسعاً.ترك هاي بعض ما يلمح إلى هويته كما خمن البعض ولكنه أبداً لم يعلن أنه صاحب الكتاب ولم يظهر اسمه عليه حتى وفاته عام 1905. لم يمض وقت طويل حتى اًعتبرت نظرة هاي العدائية ضد العمل المنظم والاتحادات التجارية أمر عفا عليه الزمن فيما ظل الكتاب مشهوراً بمناقشته قضية باتت وقتية بأسلوب جدلي مميز.

## الحبكة الروائية
كان القائد آرثر فارنهام من قدام المحاربين في إحدى الحروب الأهلية كما إنه من أكثر سكان شارع آلجونكوين ثراء وثقافة بمدينة بافلاندالتي قيل إنها ترمز إلى مدينة كليفلاند. توفيت زوجته إثر مرض ألم بهاأثناء مرافقتها له في إحدى الحدود النائية. منذ أن ترك الجيش سعى فارنهان إلى الانخراط في شئون البلدية ولكنه لم يوفق لسذاجته السياسية. سمح له الحزب المنصر بتولى منصب رئيس مجلس المكتبة وتقرب بذلك من ماود ماتشن ابنه النجار سول ماتشن الذي كان راضياً عما وصل إليه على عكس ابنته التي سعت إلى وظيفة في المكتبة لتحسين وضعها.وافق والد ماود على التوسط لها في تلك الوظيفة إلا ان توسطه قوبل بالرفض من قبل أغلبية أعضاء المجلس الذين كانوا لديهم مرشحاً بالفعل. شعرت ماود ببعض الإعجاب تجاه فارنهام الذي كان معجباً بآليس بيلدنج أرملة جاره الثري.
تمنى سول أن تصبح ابنته مديرة منزل وشعرت ماود بأنها ستكون موفقة في ذلك العمل ولا سيما بعد ان أكملت تعليمها الثانوي. كان سام سلينى مساعد والد ماود والذي يعيش مع عائلة ماتشن معجبًا بها وكان والدها راضيًا عن ارتباطهما. كان سليني منشغلاً بإصلاح بعض بنايات السيد فارنهام وشعر بالغيرة من علاقة ماود بفارنهام. استغل آندرو جاكسون أوفيت واسمه الحقيقى حنانيا وكان يعمل صانع أقفال ومصلح محترف غضب سلينى ودعاه للانضمام إلى مجموعة فائزي الخبز وهو أشبه بمنظمة عمالية. سعد سليني بعمله الجديد في هذا الاتحاد وكما جاء على لسان هاي «اتفقت أنا والسيد سول ماتشن عل الأجر ومواعيد العمل»  ولكن أوفيت استغل غيرة سيلينى على ماود بأن قام بضمه لتنظيم عمالي مطالبًا إياه بدفع ما يطلبه ثمناً للمساعدة.
أصبحت ماود على اقتناع بحبها لفارنهام وصرحت له بحبها. ولكن هذا الحب لم يكن متبادلاً وشهد هذا المشهد كل من سيليني وبيلدنج. صدقت السيدة بيلدنج ما قاله فارنهام عن إنه لم يبادل ماود مشاعر الحب ولكن عندما روت بيلدنج القصة لابنتها عن غير قصد لم تصدق الابنة ما قاله فارنهام لذلك عندما طلب فارنهام أن يتزوجها رفضت وطلبت منه ألا يعاود هذا الموضوع مرة ثانية. كعضو في الاتحاد العمالى لم يلتقط أوفيت أنفاسه من كثرة الجدل وخطط في النهاية إلى تنظيم إضراب عام وهو ما وصل إلى النقيب فارنهام عن طريق السيد تيمبل أحد القادة نائب رئيس إحدى مصانع التصفيح وكان يعرف بالثرثرة الدائمة. وكان من ضمن عناصر الإضراب نهب عدد من منازل طريق آلجونكوين بما فيها منزل السيد فارنهام.بدأ الإضراب بشل حركة التجارة في بافلاند على الرغم أن البداية لم تتضمن أحدث عنف. وعندما اجتمع فارنهام بعمدة المدينة ورئيس الشرطة لم يكن بنية أي منهما التدخل لإنقاذ آلجونكوين وهو ما دفع فارنهام إلى تنظيم حرب أهلية مضادة من قدامى المحاربين وقام بتسليحهم. وبعد أن نجحت قوات فارنهام في إنقاذ العمدة من الهجوم عينهم العمدة كشرطة خاصة للمدينة بشرط ألا تنخرط المدينة في أي نزاعات.
وبينما تعزم ماود أمرها على إخبار أبيها انها لن تتزوج أبداً من السيد سليني يظهر بوت الذي يحاول التودد إليها وهو عالم روحانيات وضمن مجموعة فائزي الخبز وبالتالى من أتباع أوفيت ولم يلق أي نجاح على الرغم من أنه استطاع بمهارة أن يمنع ماود من الرفض ومن خلال المغازلة وبعض القصص المزيفة عن الماضى بدأ يثير اهتمامها.
بنهاية اليوم الثانى من الإضراب الذي انتشر في مدينة كليرفيلد المنافسة لبافلاند والتي ظهرت في التسلسل باسم كليفيالو، ساءت الحالة المزاجية للعمال. حذر السيد تيمبل قرب حدوث الهجوم على آلجونكوين وساعد فارنهام في رد الاعتداءات عن منزله ومنزل السيدة بيلدنج. أُلقى القبض على بوت وفارنهام حيث أُرسل الأول إلى السجن بينما أشفق فارنهام على الأخير باعتباره عامل جيد ولم يعمل سوى أيام معدودة. تم تسوية الإضراب وسرعان ما عاد العمال إلى أعمالهم على الرغم من فقدان المحرضين.
على الرغم من أن أوفيت كان من قائدى الاعتداءات على منزل فارنهام فإنه سرعان ما هرب من المحاسبة وصادق سليني بعد الإفراج عنه. بعد أن علم أوفيت أن العمال يدفعون المال لأصحاب منازلهم استغل مساء يوم تأجير فارنهام لمنزله وأتى بخطة لسرقة فارنهام وقتله وإلقاء التبعة على سليني ثم يهرب هو مع ماود. وعليه، تسلل أوفيت إلى منزل فارنهام وفي يده مطرقة سليني وبينما يهم بإلقاء الضربة القاضية لفارنهام كانت السيدة بيلدنج تشاهد مجرى الأحداث من نافذة منزلها فصرخت عاليًا وهو ما شتت أوفيت وجعل ضربته تصيب فارنهام دون أن تقتله. أسرع أوفيت بالأموال وتقدم للإيقاع بسليني الذي ما إن علم بخيانة أوفيت حتى هرب من السجن وقتله. تم العثور على الاموال المسروقة فوق جثة أوفيت وهو ما أظهر براءة سليني في قضية أحداث العنف على منزل فارنهام ولكنه ما زال مداناً في قضية قتل أوفيت والتي دعمته فيها ماود بشهادة موالية. تعاطف أحد أعضاء هيئة المحلفين مع سليني فتعامل مع الموقف بروح القانون بعض الشئ في سبيل تبرئته. وفي النهاية فاز سليني بيد ماود وتزوج السيد فارنهام والسيدة بيلدنج.

## الخلفية

### جون هاي
وُلد جون هاي عام 1838 بمدينة إنديانا ونشأ في حدود إلينوى. عندما كان يعمل كمحامى تحت التدريب في مكتب عمه في سبرينج فيلد أصبح معروفاً لدى الرئيس الأمريكي أبراهام لينكولن كما عمل في حملته الرئاسية عام 1860. أصبح هاى المساعد والسكرتير الشخصي للرئيس لينكولن وظل يعمل لديه في إبان فترة الحرب الأهلية الأمريكية، وجمعت بين الرجلين علاقة صداقة قوية.
بعد الحرب شغل هاي عدة مناصب دبلوماسية خارج البلاد، وفي عام 1870 عمل هاي كاتباً لدى هوراس جريلى بجريدة نيويورك تريبيون واستمر فيها حتى وفاة جريلي عام 1872 ليأتي مكانه وايت لو ريد. كان عمل هاي بالجريدة إضافة كبيرة وفضلاً عن ذلك واصل هاي نجاحه على المستوى الأدبي، فقد نشر في عام 1871 عمله الأدبي حكايات مقاطعة بايك وهي مجموعة قصائد مكتوبة بلهجة مقاطعة بايك على حدود إلينوي حيث كانت مدرسته. وفي العام ذاته أصدر هاي أيام القشتالية وهي عبارة عن مجموعة مقالات عن إسبانيا كتب بعضاً منها أثناء عمله الدبلوماسي بمدريد.
في عام 1873 بدأ هاي التودد إلى كلارا ستون ابنة رجل الأعمال أماسا ستون الذي كان يمتلك مصنعاً وتزوجها عام 1874. بعد الزواج أصبح هاي ميسور الحال وانتقل هو وزوجته إلى كليفلاند حيث كان كُلف هناك بإدارة استثمارات والد زوجته. وفي ديسمبر 1876 تحطم أحد قطارات سكك حديد ليك شور والتي يملكها ستون اثناء مروره من فوق أحد الكباري. أسفر حادث سكك حديد نهر إشتابولا والحريق الذي تبعه عن مقتل 92 شخص وتعتبر تلك هي أسوأ كارثة سكك حديدية وقعت في تاريخ أمريكا.ينسب إلى ستون تصميم الكوبري وأُلقى اللوم عليه لأنه ترك إدارته لهاي في منتصف عام 1877  حيث سافر إلى أوروبا.
يذكر روبرت جاي كاتب السيرة الذاتية لجون هاي أنه في الفترة التي صدر فيها أقصر أعمال هاى الأدبية 1871 وبين نشر روايته الوحيدة عام 1883، حرص هاي على جمع المال فدخل في مشاريع تجارية مربحة مع والد زوجته وانضم إلى الجناح الأيمن لحزب أوهايو الجمهورى. وبالتالى عندما صدرت رواية فائزي الخبز عكست آراء مؤلفها الذي تغير البتة نتيجة التجارب التي مر بها.

## مشكلات العمل بعد الحرب ورد فعل الأدب
على الرغم أن الحرب الأهلية لم تنجح في تحويل المجتمع الأمريكي المعتمد بشكل أساسي على الزراعة إلى مجتمع حضري، فإن دوافع التحول كانت موجودة بالفعل ولا سيما في الشمال. دفعت الحاجة إلى توفير الغذاء والملبس وتسليح الجيش الاتحادي إلى إنشاء العديد من المصانع والمؤسسات والتوسع فيها وهو ما عاد بالربح الوفير على العديد من رجال الأعمال ومهد لقيام أمريكا الصناعية.
لم يتوقف هذا التحول بتوقف الحرب إذ تزايد الإنتاج الصناعى في الولايات المتحدة بنسبة 75% في الفترة من 1865 إلى 1873 لتحتل بذلك المركز الثاني بعد بريطانيا في الإنتاج الصناعي.أدى إنشاء طرق السكك الحديدية إلى استغلال معابر المسيسيبي الغربية بشكل عملي. على الرغم من دور طرق السكك الحديدية في إحداث طفرة اقتصادية هائلة بالولايات المتحدة فقد أثبتت انها سلاح ذو حدين في فترة السبعينيات من القرن التاسع عشر. كان مضمون فضيحة كريدي موبيليه عام 1872 تدور حول الكسب غير المشروع من إنشاء أول طريق سكة حديد عابر للقارات والذي بدوره أدى إلى فشل إدارة جرانت للبلاد فشلًا ذريعًا. أدى إفلاس العديد طرق السكك الحديدية أثناء فترة الكساد الكبير بأمريكا 1873 إلى فقدان في الوظائف وانخفاض معدل الاجور وإخفاق المشروعات التجارية. وقد بلغت هذه الاضطرابات ذروتها في أحداث إضرابات السكك الحديدية عام 1877 عندما ثار العديد من العمال بسبب انخفاض الأجور وفقدان الوظائف. بدأت الأحداث في خط بالتيمور وأوهايو ثم انتقلت إلى خطوط أخرى بما فيها ليك شور وهو ما أثار غضب هاي. أرسل الرئيس الأمريكي روزر فورد هايز عدداً من القوات الفيدرالية لكبح جماح الإضرابات على حساب حياة ما يقرب من مئة مدني. على عكس كافة حالات النزاع في خطوط السكك الحديد تم تسوية النزاع بخط ليك شور بشكل سلمي. ظل هاي غاضباً وألقى باللوم على المحرضين الأجانب كما أدان التمرد غير المسلح للعمال الأجانب من الأيرلنديين وكتب خطاباً إلى ستون قائلاً " يبدو أن الشيطان قد تسلل بين صفوف الطبقة العاملة، وهناك العديد من الأوغاد المستعدون لتشجيعهم على كافة المستويات."
أخذ الرأى العام موقفًا معاديًا من نزاعات عام 1877 ونادى بإنهائها للحفاظ على الاستقرار. تناولت العديد من الكتب في تلك الفترة أحداث الأضرابات والإخفاقات التي تبعتها مثل قصة التاج الحديدي لتوماس ستيوارت من رواية حكاية الجمهورية الكبرى 1885. كما كان هناك بعض الروائيين الذين تعاطفوا مع العمال إلا أنهم كانوا يشجبون عنفهم. يأتى من ضمن أحداث إضرابات العمال التي أثرت في كتابة رواية فائزي الخبز إضراب مصانع الدرفلة في يونيو 1882 الذي حدث قبيل تسليم هاي لمخطط الرواية. يُذكر إنه أثناء هذا الإضراب حاول أعضاء الاتحاد منع منظمى الإضراب من دخول المصانع في شئ من العنف. وحدث إضراب ثالث ضد الاتحاد الغربي أثر على الشكل النهائي لفائزي الخبز. ويُذكر أن هاى كان مديراً للاتحاد الغربي آنذاك.
ذكر جيل كاتب السيرة الذاتية لجون هاى أن المُعيلون تُصنف أحياناً على إنها أولى الروايات المعادية للعمل ولكنها سُبقت برواية مأساة ستيل ووتر لتوماس بايلى ألدريش 1880. وعلى الرغم من عدم نجاح رواية ألدريش لقلة معرفته بالعمال تعد روايته إحدى الروايات القليلة التي تناولت قضية الاتحادات العمالية لتسبق بذلك رواية هاى.

### الموضوعات
يوضح سكوت دارليمبل في مقالة له عن فائزي الخبز قائلاً«إن غضب هاي يبدو موجهاً بشكل أكثر إلى منظمي الاتحادات العمالية المثيرين للمتاعب منه إلى العمال أنفسهم ولأن معظم العمال توكل إليهم بعض المسؤليات كمتابعة الماكينات والتحكم فيها، يمكن اعتبارهم أشخاص واعين. يتفق كل من هوراد كاشنر وآن شيريل كتاب السيرة الذاتية لهاي أن المؤلف كان يحاول» أن يفضح الطريقة التي تسقط بها هذة الطبقة العاملة كفريسة في أيدي من يدعي الإصلاح الاجتماعى وذلك لجهلهم«. ووفقاً لهاي تشكل هذه الاتحادات خطراً إذ تتلاعب بالعمال غير المتعلمين وبالتالى كان من الأفضل للعامل ان يعمل بشكل مستقل تحت إشراف صاحب العمل ويتفق معه على الأجر وشروط العمل كما فعل سليني مع ماتشن. ويشير فريدريك جاهر في مقالة له أن أوفيت الذي يصف نفسه بالمصلح الاجتماعى ما هو إلا» متكبر وطاغية ومدعي للإصلاح وهنا تتضح رسالة هاي في أنه لا حاجة إلى تغيير هذا النظام حيث يكمن الحل في القضاء على المحرض على إنشاء هذه الاتحادات ومن ثم تعود الامور إلى مستقرها.
سُمى أوفيت عند ميلاده بأندرو جاكسون  ووفقاً لهاى ينتمى أوفيت إلى أبوين أميين فليس لديه ما يجعله يتفاخر بأسرته غير إنه مولع بالتأييد الحزبي أو ما يمكن أن نطلق عليه الانصياع المطلق لأكثر شخصية مدمرة في تاريخ أمريكا. احتقر هاى الرئيس جاكسون والديمقراطية الجاكسونية الفاسدة والمسئولة عن استمرار نظام العبيد الذي راح إزاء الإطاحة به خسائر فادحة في الحرب الأهلية لأمريكا بحسب رأى هاي. خشى هاي من عودة القيم المعادية للرأسمالية وهو ما جعله يصور المُعيلون "الرجال الأكثر كسلاً وإخفاقاً في المدينة وأسلافهم من أصحاب المصانع ومن أصل أجنبي. يرى هاي إنه لا مبرر للعنف إذ يمكن التعبير عن إرادة الشعب من خلال الاقتراع والتخلص من المظالم يتأتى من الانتخابات اللاحقة. ووفقاً لجاي فإن هاي "لم يترك فرصة لم يستخف فيها بالأيرلنديين" فدائمًا ما يصفهم بالثرثرة وسهولة الانقياد ويخبر أوفيت قارئه في كتابه القيثارة الأيرلندية أنه "لا يوجد عامل أيرلندي إلا ويعرف طريقه إلى جناحه السياسى تماماً كما يعرف طريقه إلى التجمهر"
أشار جاهر إلى أن شخصية العامل كما يجب ان تكون بحسب هاى تتلخص في شخصية سول ماتشين. فعلى الرغم من كونه عامل ناجح لم يدفعه ذلك إلى الخروج من طبقته العاملة بل على النقيض كان راضياً بها للغاية.ولكن أبنائه لم يكن ليرضيهم وضعهم الاجتماعى وسعوا إلى تغييره فهاجر الصبية وسعت الفتيات إلى زواج يرفع من شأنهن مشبهاً تلك الحالة بالتغير الذي لحق بالمجتمع عندما اتجه إلى اللتصنيع. يشير روبرت دان إن العمال في رواية هاي لم يتم تقديمهم بشكل لائق إذ صورهم أنهم «أغبياء وذوى أصول متدنية وخدم للطبقة العليا إلى جانب أن طموحهم هو الأسوأ على الإطلاق إذ يهدد رخاء بافلاند.» ويرى سولان أن الوصف المتدني للطبقة العاملة أمر حتمي لمجريات الحبكة الروائية لهاي كما تقدم تصورات انحرافية للطبقة العليا في كتب أخرى في تلك الفترة.
فارنهام وأليس بيلدنج هما الشخصيتان الوحيدتان في الرواية اللتان لا تنميان إلى الطبقة العاملة بل يمثلان أسلال الطبقة الثرية وانحاز لهم الكاتب. وصُورت عناصر أخرى من عصامي الطبقة العليا بصورة تشير إلى بعض همجيتهم كدخول السيدة بيلدنج في نميمة تهدد علاقة ابنتها بالسيد فارنهام. كما تتضح سطحية تلك الطبقة في انحسار أحاديث السيد تيمبل على الرغم من شجاعته وذكاءه على الحديث عن سباق الخيل وغالبًا ما تتخلل الشتائم حديثه. أما عن باقى أفراد مجتمع بافلاند فتتضح صفاتهم خلال حفل أقامه السيد تيمبل على إنهم مزيج من" مروجي الشائعات وحسناوات المدينة وفلاحين سخفاء"

### الكتابة
كتب هاي فائزي الخبز في وقت ما ربما من ربيع أو شتاء عام 1881 أو 1882 في الوقت ذاته كان منشغلًا بتجميع السيرة الذاتية الخاصة بأبراهام لينكولن التي كان يعمل فيها مع جون نيكولاي وجاء الكتاب باسم أبراهام لينكولن: تاريخ. تأخر عمل هاي بالمشروع لإصابته بالدفتريا وما صاحبه من رحلة علاج ثم انشغل بروايته فائزي الخبز فما إن شرع في كتابتها حتى عزم على إنهائها. أنهى هاي النصف الأول للرواية في يونيو 1882 ثم أرسلها إلى محرر مجلة سنشري ريتشارد واتسون جلايدر ولكن لا نعرف هل قدمها هاى إليه لكى يعطى رأيه فيها ومن ثم يبدي نصحه أم لينشرها بمجلته. وعلى الرغم من وصفه إياها بأنها كتاب ذو تأثير فلم ينشرها بمجلته.
بعيداً عن عائلته وعن جلايدر كان هنري آدامز هو الشخص الوحيد الذي يعرف أن هاي يكتب رواية. وفي عام 1880 نشر آدم كتاب بعنوان الديمقراطية: رواية أمريكية نُشرت دون ذكر اسم المؤلف. وعندما وصل هاي إلى بريطانيا عام 1882 وجد العديد من الافتراضات حول هوية صاحب الكتاب حتى أصبح الأمر متابعاً عن كثب من قبل الرأى العام. أرسل هاي نسخة بريطانية زهيدة الثمن إلى آدم وكتب عليها "أتطلع على عجل إلى وضع رواية وطبعها تحت اسم مؤلف كتاب الديمقراطية".
أثناء صيف 1882 عرض هاى النص الأول للرواية على صاحبه المؤلف ويليام دين هاولز الذي حث آلدرش رئيس تحرير جريدة أتلانتك الشهرية على طبع الرواية. وافق آلدرش على شرط أن يفصح هاى عن هويته كمؤلف للرواية فرفض هاى وأعاد تقديم الرواية إلى جلايدر الذي وافق على نشر الكتاب كما أراد هاى دون ذكر اسمه عليه. وفي خطاب مجهول لمجلة سنشرى زعم هاي أنه امتنع عن الإفصاح عن هويته لأنه كان منخرطاً في عمل تجارى ويخشى أن تتأثر سمعته إذا عُلم أنه يؤلف روايات. ويرى دارليمبل أن السبب الحقيقى وراء ذلك هو الحفاظ على فرصة هاي في تولى منصب حكومى فمهاجمة العمال بهذا الشكل الصريح لا يتوافق والحكمة السياسية. ويشير تايلر دينيت صاحب جائزة بولتيزر عن فئة السيرة الذاتية إلى أنه لا يستطيع أن يحدد طبيعة عمل هاي هل هو سفير بريطانيا العظمى لعام 1897 أم وزير خارجبة لعام 1898 وربطه أعضاء مجلس الشيوخ بالمُعيلون.
على الرغم من أن نشر المُعيلون تحت اسم مجهول فإن هاي ترك آثاراً حول هويته على مدار أحداث الرواية. حيث يقوم فارنهام بقيادة مجلس المكتبة تماماً كما فعل والد هاي وقد عمل ليوناردو شقيق هاى على الحدود مثل فارنهام في الرواية. وأخ آخر يقوم بزراعة أزهار غريبة مثلما فعل فارنهام. وفي الرواية يأتى طريق آلجنكوين الذي نشأت فيه الشخصيات الشريرة بالرواية نظيراً لطريق إقليدس بكليفلاند حيث عاش هاي. وفي المشهد الافتتاحى للرواية يصف الكاتب مكتب فارنهام بالتفصيل والذي يشبه إلى حد كبير مكتب هاي نفسه.
فصنيف: روايات 1883]]

### التسلسل
في مارس 1883، قامت شركة سينشرى بتوزيع عدد من نسخ طوابع البريد على الصحف والمشتركين المحتملين وكانت تحت عنوان"ملاحظة أدبية من مجموعة

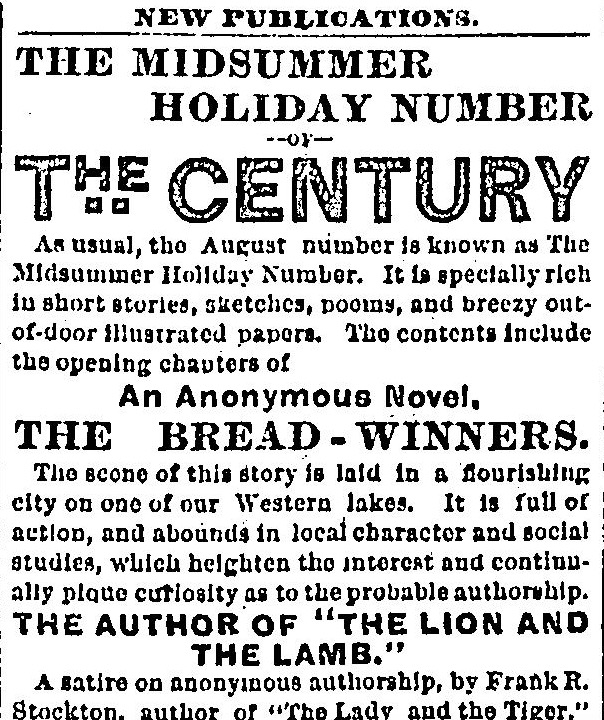
جزء من إعلان شركة سينشرى إصدار أغسطس1883، مشيرة إلى المُعيلون.

سنشرى". قدمت تلك الطوابع بعض المعلومات عن الحبكة الروائية وصرحت بأنها رواية غير معروف اسم مؤلفها"مميزة من حيث المشهد والموضوع وغنية في معاجة الموضوع" وبأنها ستُطرح قريبا ضمن صفحات سنشرى. كان من المفترض أن يبدأ تسلسل الرواية في إبريل أو مايو غير إنه تأجل لأن رواية فرانسيس هودوسون برنيت " على مدار إدارة واحدة" استمرت لفترة طويلة. وفي 20 يوليو صدر عدد كبير من الرواية وخصصت شركة النشر عدد من الإعلانات عن الرواية في الصحف. وقد صرحت الشركة إن الرواية إنما تزخر بوصف محلى ودراسات اجتماعية من شأنها أن ترفع من درجة المتعة وتثير الفضول تجاه المؤلف بصورة لا تنقطع. كان أول ظهور لالمُعيلون بمجموعة سينشرى في الفترة من أغسطس 1883 إلى يناير 1884 عندما صدرت ككتاب برعاية هاربر وإخوته.
بحلول 25 يوليو 1883 بدأت الصحف بكليفلاند تلاحظ الغموض الأدبى مع تقديم بعض التخمينات المبدئية حول هوية المؤلف الذين اعتقدوا غنه أحد السكان السابقين لكليفلاند الذي انتقل إلى الشرق. وفي أوائل شهر أغسطس، جاء في جريدة نيويورك تريبيون أن مؤلف الرواية هو ليونارد كايس الذي عُرف بأنه صاحب إحد المصانع بكليفلاند وحبه لمساعدة الغير وافترضوا وجود مخطوطة لها بين أوراقه. ولم يلق هذا التخمين قبولاً لدى العديد من الناس إذ لم يقتنعوا بأن مثل هذا الشاب لديه القدرة على تقديم شخصية متناسقة كشخصية ماود ماتشن. على الرغم من عدم منطقية الفرضية فقد ذهب البعض  إلى تخمين أن الرواية تنتمى لأحد سكان أوهايو ومنهم بورك آيرون هينزديل الذي كان يعمل أحد مشرفى المدارس بأوهايو بالإضافة إلى البرلمانى السابق آلبرت جلاتين ريدل وجون هاى. وقد جاء في أحد اعداد صحيفة بوسطن المسائية بتاريخ 18 أغسطس «نحن ندرك أن كل تلك التخمينات ليس لها أساس من الصحة». ويذهب البعض إلى أن مسألة عدم وضوح هوية مؤلف كتاب الديمقراطية-الذي اتضح فيما بعد إنه لهنرى آدامس أثارت جدلاً واسعاًآخر.
يُذكر إن مبيعات الرواية قد أثارت ضجة واسعة إذ جاء في جريدة سنشرى فيما بعد أنها اكتست من تلك الرواية حوالى 20 ألف مشترك بفضل هذا التسلسل.
وقد باعت الجريدة عدد أغسطس  الذي شمل الفصول الأربعة الأولى من الرواية وقد باعت عدد سبتمبر كذلك ولكن كطبعة ثانية. وقد صرحت سينشرى بهذه الاإنجازات في شكل إعلانات دعائية جمعت على إثرها بعض الأموال. عندما قُرئت الطبعة الدفعة الثانية من الرواية واتضحت للجمهور شخصية آليس بيلدنج، دارت بعض الشكوك حول احتمالية ان تكون هناك ثمة يد نسائية اشتركت في هذا العمل وكان الاحتمال يشير إلى كونستانس فينيمور كوبر (ابنة الأخ لجايمس فينيمور كوبر)والتي صدرت رواياتها شرق أوهايو. وفي الثامن عشر من سبتمبر أكد مراسل واشنطن للجريدة المسائية تشابه دراسة كل من فارنهام وهاى. وممن وُضعوا في قائمة المؤلفين المحتملين للرواية هاولز الذي سرعان ما أنكر ذلك وصديق هاى الكاتب والمستكشف  كلارنس كينج.
في 23 أكتوبر 1883 أُجريت مقابة مع هاى الذي كان قد عاد لتوه من كلورادو جاء نص الحوار في مجلة كليفلاند ليدر. وصرح هاى إن هذه الرواية تتجاوز

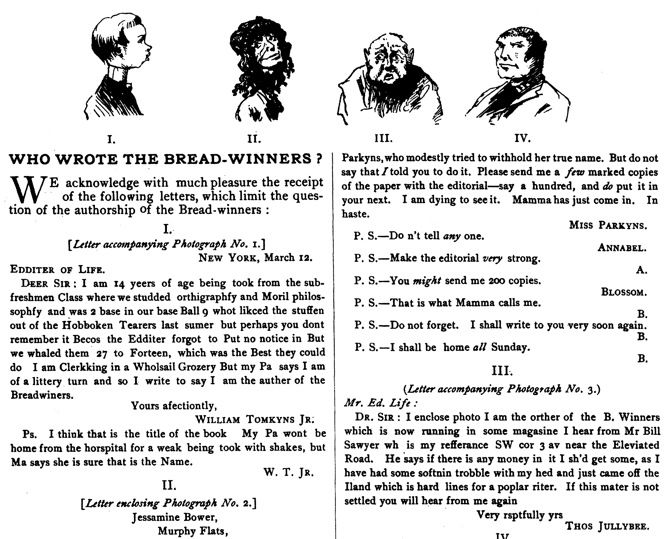
من هو مؤلف المُعيلون؟: مجلة لايف وعدد من التخمينات الفكاهية (من ضمن الأشخاص المحتملين شاب وفتاة في سن المراهقة)، مارس 1884.

سلطته وإن عدم الدقة في تصوير المشهد المحلى يرجح احتمالية أن تكون الرواية مكتوبة بأيدى أحد سكان كليفلاند ولكنه لم يذكر اسماً صريحاً. إلا إنه في نوفمبر خصصت المجلة عموداً جاء فيه احتمالية أن يكون هاى هو مؤلف الرواية مستندة إلى تشابه بعض العبارات في المُعيلون وكتابه أيام القشتالية ومستندة كذلك إلى أن أحد شخصيات الرواية تنتمى إلى مدينة سالم بولاية إنديانا مسقط رأس هاى نفسه. وقد أدى المزيد من التحليل النصى الذي أجرته عدد من الصحف عام 1884 إلى أن هاى  هو المؤلف وكانت الرواية صدرت في شكل كتاب آنذاك.
ورداً على لعبة الألغاز تلك فقد جاء رد بعض الصحف ساخراً فقد جاء مثلاً في صحيفة نيوأورليانز الفكاهية قائمة بأسماء كل المؤلفين المحتملين للرواية وأعلنت ان«جميع مؤلفو المُعيلون (كما في الأصل) سيلتقون الصيف القادم بمدينة تشوتوكوا الساحلية». وقد جاء في تعليق أحد الصحفيين إنهم في العدد القادم سيقدمون تعداداً لمن وردت أسمائهم كمؤلفين لهذه الرواية. وقد أدى خطاب حالة الاتحاد للرئيس آرثر إلى إعلان روشستر هيرالد إنه هو مؤلف الرواية «لما ارتآه من اتفاق في الأفكار بين الرئيس وتلك الرواية». وقد أثارت جريدة أخرى بشمالى ولاية نيويورك وهي تايمز تروي حكايات بارسون وييمز عن جورج واشنطن عندما قال«لا نستطيع أن نكذب». «كتبنا المُعيلون (كما جاء في الأصل) بمشاعر حقد قليلة.وإن كان هناك من يشكك في ذلك فلنرينه قدراً من هذا الحقد». وهذا الاعتراف كما ترى صحيفة البافالو من شأنه أن ينهى النقاش في تلك المسألة.

## رد الفعل

### النقد
لقت رواية المُعيلون بعض ردود الفعل الإيجابية منها مانشرهجى بى لاثروب في جريدة أتلانتك الشهرية مايو1884. أشادى لاثروب بقدرة الكاتب على رسم الشخصيات واقترح أن تكون شخصية ماود ماتشن «نموذج للشخصية الوطنية» في الأدب الأمريكى. وقد تمت مرجعة الرواية في الشهر ذاته من قبل جريدة سينشرى من خلال مقالة كتبها هاولز بيد إنه وقع المقالة ببادئة اسم مختلفة. أشاد هاولز هو الآخر بشخصية ماود ماتشن معتبراً إياها «الاكتشاف الحقيقى لهذه الرواية» إذ تعالج قضية لم يكتب عنها في السابق في الأدب الأمريكى. وعلى نحو مماثل، أعرب أحد نقاد مجلة هاربرز الأمريكية عن إعجابه بتناول الرواية للطبقات الدنيا في بعض أجزائها.
ووفقاً لديفيد سلووان فإنه" من الصعب على معظم النقاد الأمريكان أن يغضوا الطرف عن ما تتضمنه الرواية من فظاظة في معالجتها لمشكلة العمل". ويعلق ثمة ناقد أدبى على الرواية بتاريخ يناير 1884 قائلاً أن هذه الرواية"عامية وغير مرغوبة.. وموضوعهامرفوض من الأساس".يُذكر إنه في الشهر التالى أشادت صحيفة الديلى باستخدام الكاتب للغة بيد إنها صنفت الكتاب بكونه" نسيج سخيف من الأحداث" ومفعم بنوعين من المبالغات النمطية إحداهما نمط الشخصية الشريرة والأخرى نمط الشخصية التافهة أو السخيفة. أشارت صيحيفى ذى كونتننت في فبراير 1884 إن "نقد الرواية بشكل عام كان لاذعاً متساوياص في ذلك مع لذوعة الكتاب من حيث تحقيقه لعنصر الإبهار وإظهار عدم الإيمان بالواقع واليأس". فيما رات جريدة جمهورية سبرينج فيلد أن الكاتب" لم يكن لديه عواطفاً في ظل ما يمتلكه من ثروة ومكانته الاجتماعية الرفيعة" وعليه فإن العمال إما قتلة أو مغفلين أو متبلدين الإحساس أو غير مسؤلين" بينما الثرى فينبغى أن يكون رفيع الاخلاق وبطل ووسيم ومبهر. وفي خطاب بمجلة سينشرى جاء فيه" إن هذه الرواية ليست إلا نموذج حى من العجرفة الإنجليزية ولا يجب ان تحظى بالاستحقاق إذ تحاول نشر مبدأ إن الاتحادات العمالية مسيسة بشكل كبير وإن الإضرابات التي التي تحدث في تلك الاتحادات غنما يوقدها المحرضون لخدمة مصالحهم الشخصية وكفى".
لوحظ إن النقاد الإنجليز إنما كانوا أكثر ترحيباً بالرواية من نظرائهم الأمريكان. فقد جاء في جريدة بول مول جازيت «إن المُعيلون إنما هي نجاح جلي وإسهام يستحق التقدير في الأدب الأمريكى الذي يُعتبر من الآن هو قائدنا» كانت تلك هي العبارة الدعائية التي ذكرتها مجلة هاربرز في أحد أعدادها. وقد وصفت صحيفة ساترداى ريفيو بلندن الكتاب بإنه«واحداً من أقوى الكتب وأكثرها إثارة على مدار العشر سنوات الأخيرة».

### ردود
استفزت رواية المُعيلون العديد من الكتاب مما جعلهم يصدرون أعمالاً رداً عليها. في مارس 1884 أعلن عضو الكونجرس مارتن فوران عن قرب إصدار كتاب له يدحض وجهة نظر هاي عن العمل وقد نشر هذا الكتاب 1886 بعنوان «الجانب الآخر». وفي عمل أدبى لها حافظت الكاتبة هاريت بومر باربر (التي تكتب تحت اسم فيث تيمبلتون) على عدد من شخصيات هاي وذلك أثناء «تحول المجتمع الصناعي بأمريكا إلى اليوتوبيا المسيحية» في مسودة لها عام 1888. وفي قصة قصيرة له عام 1895 بعنوان «فاز عشاء الكريسماس في المعركة» انتقد ستيفن كرين رواية فائزي الخبز.

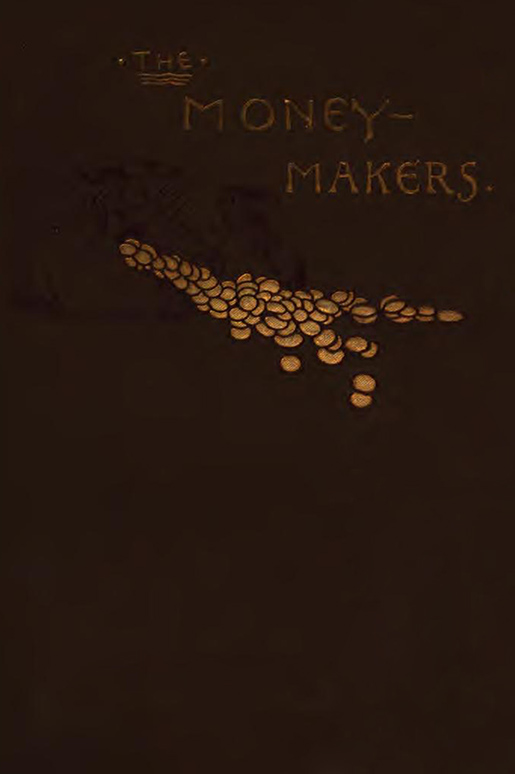
رواية جامعو الأموال لكينان هى الأكثر نجاحاً رداً على المُعيلون.

وتعتبر رواية جامعي الأموال التي نُشرت عام 1885 هي أكثر الردود نجاحاً على فائزي الخبز. وقد نشرها هنري فرانسيس كيناندون الإفصاح عن اسم مؤلفها وقد كان زميل قديم لهاي بنيويورك تريبيون. وقد أثار عمل كينان ثمة شك لدى البعض عن احتمالية تعرفه على الهوية الحقيقية لمؤلف الرواية إذ احتوى العمل على العديد من الشخصيات التي تشير إلى هاي بشكل واضح كعائلته وأصدقائه. ويشبه آيرون جريمستون والد زوجة هاي آماسا ستون. عندما انهارت دار أوبرا أكاديمي مسفراً عن مقتل آلاف الأشخاص اتضح أن جريمستون هو المسئول عن البناية الضعيفة للأوبرا لأنه كان السبب في وفاة العديد من الأشخاص بعد حادث تحطم خط سكة حديد إشتابولا. وقد أنهى جريمستون حياته بالانتحار بعد عدة رصاصات أطلقها من مسدسه في حمام منزله كما فعل ستون عام 1883. وتشبه ابنه جريمستون وتُدعى إليانور ابنة ستون هاي كلارا. وهو ما أكده وصف كينان الذي أوضح مدى التشابه بينها حتى من حيث البنية الجسدية الممتلئة. وتأتي شخصية أرشيبالد على غرار شخصية هاي والوصف يبرز مدى التشابه بينهما حتى في الشارب. يُذكر أن هيليارد كان يعمل سكرتيراً لأحد كبار المسئولين بواشنطن وعمل بعد ذلك كدبلوماسي ومحرر حيث دخل إلى مجال الصحافة في العام ذاته لهاي. أصبح هيليارد كاتباً رائعاً في صحيفة الاطلس وهي صحيفة إصلاحية تشبه تريبيون برئاسة تحرير هوراشيو بلاك دو ويشبه في تلك الحالة رئيس تحرير تريبيون وايت لو ريد. وكان هيليارد يتودد إلى إلينور على الرغم من إنها لم تكن جذابة بالنسبة إليهم مُقنعاً نفسه أنه لا يجري وراء ثروتها.
يُذكر إنه عندما حصل على نسخة من صانعي الأموال هرع إلى نيويورك ليشتري ما يقدر عليه من نسخ. وقد كتب إلى الناشر ويليام هنرى أبلتون شاكياً إليه وحشية التشهير بآماسا ستون. وقد وافق أبلتون على إجراء العديد من التعديلات بما في ذلك طريقة الانتحار وتعهد بعدم الإعلان مجدداً عن الكتاب. وبعد ذلك في عام 1885 صدرت سيرة ذاتية مدحية لستون في مجلة التاريخ الغربي والتي ذكرت إن سبب انتحار ستون هو الأرق.ووفقاً لكليفورد فإن السبب الرئيسي لغموض صانعي الأموال هو أن جون هاى قد قمعها  وعلى الرغم من إن صانعي الأموال تبدو أعلى مكانة من فائزي الخبز يرجح دارليمبل إن كتاب كينان يبدو«عمل انتقام شخصي أكثر منه اختلاف فكري».

### النشر وما بعد ذلك
قياساً بالمعدلات الحالية حققت المُعيلون ربحاً متوسطاً حيث باعت 25 ألف نسخة في الولايات المتحدة في منتصف 1885. صدر منها طبعتان في بريطانيا وطبعة مقرصنة في كنداإلى جانب 3000 طبعة في المستعمرات الأسترالية كما صدر منها ترجمات باللغة الفرنسية والألمانية والسويدية. وبالمقارنة باعت رواية ديمقراطية آدم 14 ألف نسخة فقط على مدار 4 سنوات كاملة. إلا أن المُعيلون لا تقارن بنظيراتها التي حققت أعلى نسبة مبيعات عام 1880 كرواية بن هور: حكاية المسيح بقلم لو والاس (1880) التي باعت 290 ألف نسخة عام 1888 وقصة إدوارد بيلامى عن المستقبل بعنوان النظر إلى الوراء (1887)التي باعت ما يقرب من مليون نسخة في عقدها الأول.
لم يعترف هاي بالكتاب قط ولم ينسب إليه الكتاب طوال فترة حياته ويشبه هذا الموقف وصف جلايدر الذي قال فيه «التخمين الصحيح لا بعنى المعرفة. وفي هذا الصدد تسلى كل من هاي وآدامس بادعاء كل منهما إن الآخرهو صاحب الكتاب. كتب هاي لصديقه» إذا كنت مداناً بذلك...فإن التشهير بكليفلاند لن يُصفح عنه في هذا العالم أو أي عالم آخر. وعندما تُوفي هاي 1905 جاؤ النعي غير واثقاً عما إذا كان سينسب الكتاب لهاي أم لا. أما نيويورك تايمز فقد نشرت تحليلاًً بخط اليد ينسب الكتاب إليه وقد نشرت هذا التحليل كاملاً على مدار ستة أسابيع مؤخراً هذا العام. وفي عام 1907 وبعد تصريح من كلارا هاي تم إعلان ملكيته للكتاب بشكل رسمي  وفي عام 1916 أُعيد نشر الكتاب مرة أخرى ولكن هذه المرة باسم هاي عليه وبمقدمة بقلم ابنه كلارنس.

### لمحة تاريخية
رأى جاهر أن الكتاب أصبح مهملاً لأن أمريكا طورت من تفهمها للمشكلات الصناعية ووصفت وجهة نظر هاي عن العمل بالسطحية. وبالتالى بدأ الكتاب يفقد تأثيره شئ فشئ إذ كان مؤثراً فقط وقت نشره وماأُثير حوله من جدل. ووفقاً لدارليمبل " فشلت الروايات المعادية للعمال أن تصمد إلى النهاية وليس منها ما يمكن وصفه بالتحفة الفنية من حيث اللغة أو الحبكة أو التوصيف وبشكل فكري تبدو جميع تلك الروايات خرقاء وتفتقر إلى اللباقة بشكل تام".
ولكونه رجل دولة له ثقله كتب العديد من المؤلفين سيرته الذاتبة بعد وفاته. ويذكر سلوان رأيه قائلاً إن كتاب السيرة الذاتية من الأولين اتخذوا موقفاً دفاعياً عن أعمال هاي لكونهم على وعي بموضوعات تلك الروايات. فعلى سبيل المثال كتب لورينزو سيرس عام 1915 عن رواية المُعيلون قائلاً «إنها واحدة من شوارد نتاج هاي الأدبي». وجاء في كتابات دينيت لعام 1933 إنه وصف العمل بمجهود أمين لاستعراض مشكلة لم يستطع هو السابق أن يحلها. فيما تتضح عدائية بعض المؤرخين الآخرين: إذ كتب فيرنون بارينجتون عن الكتاب عام 1930 واصفاً إياه بكونه «كتاب غير أمين» و «نسيج بشع ملطخة بأخلاقيات مصطنعة»  وفي العصر الحديث وصفت كتابات جايل 1978 الكتاب بأنه عمل شعبى ومناسب في حينه وما زال يجد هوى في نفس القارئ المتعاطف مع الفكرة". ويأتى ضمن أحذث كُتاب السيرة الذاتية لهاي جون تاليافيرو (2013) الذي يصف الرواية قائلاً (بالتأكيد هي ليست خطاب حب لكليفلاند".

## السيرة الذاتية

### كتب
- جيل روبرت (1978). جون هاي. كتاب أمريكان. بوسطن: ناشرو تواين 0-8057-7199-9
- هاى، جون (1883). المُعيلون: دراسة اجتماعية. نيويورك: هاربر وإخوته.
- كاشنر، هوارد الأول; شيريل، آن هاميل (1977). جون ملتون هاي: اتحاد الشعر والسياسة .قادة العالم. بوسطن: ناشرو تواين.

International Standard Book Number
- تاليا فيرو، جون (2013). كل الجوائز العظيمة: حياة جون هاي، من لينكولن لروزفلت. نيويورك: سايمون وشوستر.978-1-4165-9741-4

## جرائد ومصادر أخرى
- بيندر، كليفورد (مايو 1926).رواية أخرى منسية. ملاحظات لغوية حديثة 41(5): 319:22. https://www.jstor.org/stable/2914050?seq=1#page_scan_tab_contents
- دارليمبل، سكوت (خريف 1999).http://www.thebhc.org/publications/BEHprint/v028n1/p0133-p0142.pdf. تاريخ اقتصادى وتجارى 28(1): 133:42.
- دون روبرت (ربيع 1996)النظريات الأمريكية المتبارزة في روايتي فائزي الخبز وصانعي الاموال.الواقعية الأمريكية الأدبية، 1870-1910 28(3):30-37.JSTOR
- جاهر فريدريك كوبل (ربيع 1972)التصنيع والأرستقراطية الأمريكية: دراسة اجتماعية لجون هاي وروايته فائزي الخبز. جريدة إلينوى التارسخسة الاجتماعية 65(1): 69-93JSTORhttps://www.jstor.org/stable/40190942?seq=1#page_scan_tab_contents
- سلوين دايفيد (خريف 1969)رواية جون هاي فائزي الخبز كواقعية أمريكية. الأدب الأمريكى الواقعى 1870-1910 2 (3): 276: 79JSTOR
- --- (ربيع 1970) «جون هاي 1838-1905». الواقعية الأمريكية في الادب 1870-1910 3 (2): 178–88. JSTOR
- فاندرزى، تشارلز (صيف 1974)«الغموض الأدبى الكبير في عصور الجليد». الواقعية الأمريكية في الأدب 1870–1910 7 (3). JSTOR https://www.jstor.org/stable/27747927?seq=1#page_scan_tab_contents.

## روابط خارجية
https://archive.org/details/breadwinnerssoci00hayjiala Internet Archive